# スター・ウィーク 〜星空に親しむ週間〜
スター・ウィーク 〜星空に親しむ週間〜（スターウィーク ほしぞらにしたしむしゅうかん）とは、日本で8月1日から8月7日まで、星空や星を見ることに親しみを感じてもらうために設けられた週間である。
主催はスターウィーク実行委員会、後援は国立天文台、天文学振興財団、協力は鳥取市さじアストロパーク他全国の有志。

## 概要
1995年に、全国の天体観測施設の人たちの集まりで国立天文台広報普及室長（当時）の渡部潤一が「バードウィークがあるなら、星でも同じような事ができるのではないか？」ということが提案されたことが始まりである。

### キャッチコピー
1996年から毎年、キャッチコピーを電子メールなどで募集している。
毎年の統一テーマは2000年に応募された「明かりを消して星を見ようよ」。

### テーマソング
1999年からアクアマリンのCOSMOSがスター・ウィークのテーマソングである。